# Gessertshausen
Gessertshausen es un municipio alemán, ubicado en el distrito de Augsburgo en la región administrativa de Suabia, en el Estado federado de Baviera. Se encuentra a unos 15 km al oeste de Augsburgo, a orillas del río Schmutter.